# Decretul de laudă
Decretul de laudă este o etapă în procesul de recunoaștere a unui nou ordin religios de către autoritățile Bisericii Catolice.